# 板羽球

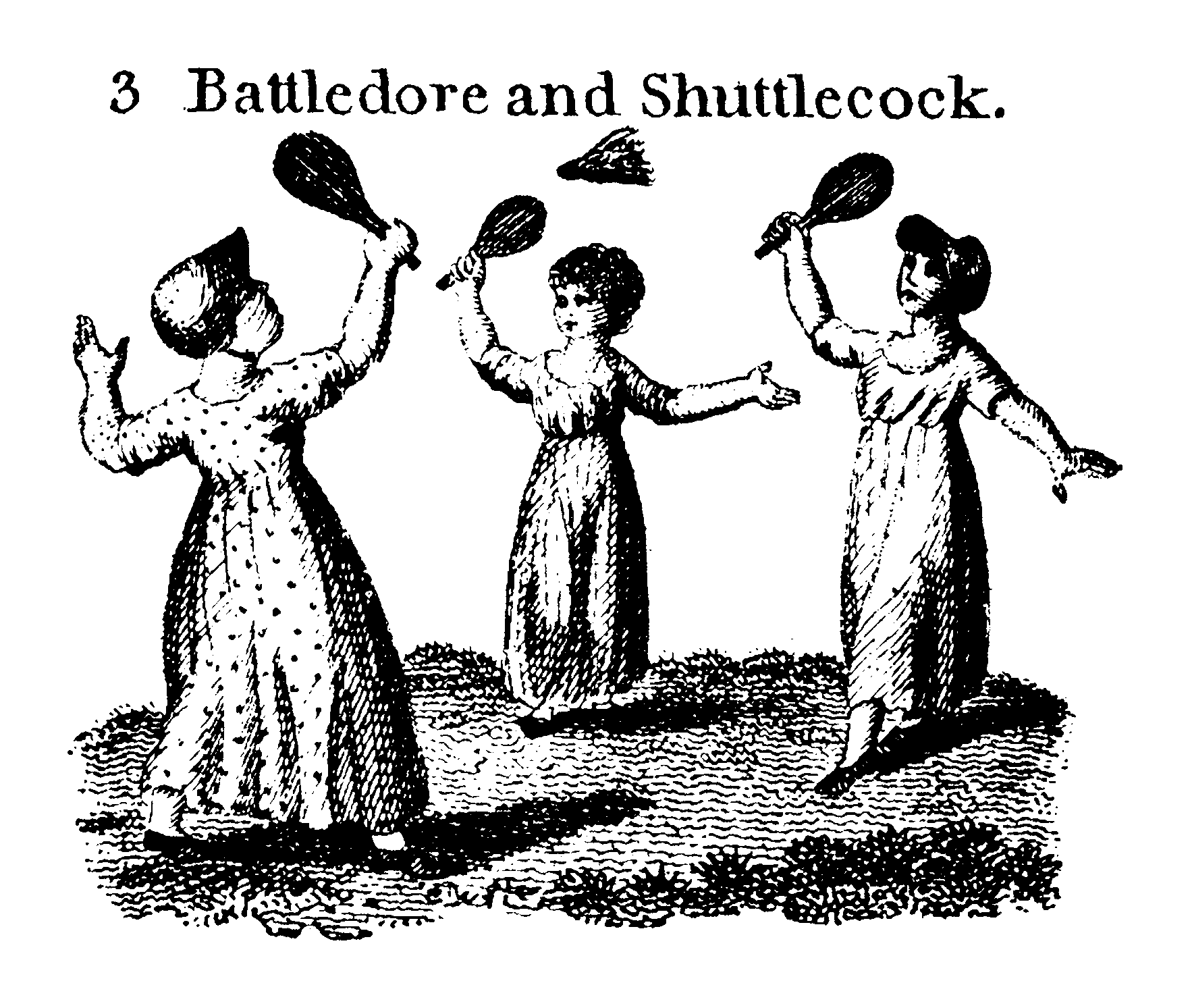
歐洲的板羽球

板羽球又稱板式打毽、羽板球、打手毽、雞毛球、乒羽球，是使用木板拍打紮有羽毛的球體（類似毽子）並讓它避免落地的遊戲，已有近二千年的歷史，在全世界多個地區都看可以看見它的身影，是不少地區的傳統遊戲。也是現代羽毛球及毽球運動的前身。亞洲的印度、暹羅、中國與日本等地以及古希臘、西歐皆有類似的遊戲。有兩人對打或多人一同打等不同形式。然而這類遊戲的目的都只是讓球儘量保持在空中而不落地，與現代羽毛球運動的精神大異其趣。

## 東亞的板羽球

### 中國
中國百越、百濮等民族打板羽球的習俗最早可以追溯至漢代，《後漢書》已有記載當時百濮人玩的一種類似板羽球的遊戲。現在不少屬百越、百濮後裔的民族也有類似的傳統遊戲，常作為青年男女的社交玩意。苗族的單胳（或稱麻古）除了是日常的遊戲外，也是當地的新年習俗，場地稱為「毽塘」。壯族亦有打手毽，還有基諾族的雞毛球、仡佬族的板羽球等。

### 日本
日本傳統的板羽球稱為羽根突，是當地女孩子新年玩的遊戲。

## 南亞文化圈的板羽球

### 印度
印度浦那有一种两人分别站在网两—边，以木拍对击—种插有羽毛的绒线团游戏，以當地地名「浦那」命名。

### 泰國
泰國古代稱為暹羅，也有一種類似的遊戲。

## 歐洲

### 古希臘
源自古希臘的一種板羽球，更發展出將實木板拍改為木製外框，並在中間綁著緊繃的羊皮，因具彈性而更容易拍打。

### 西歐
西歐多個國家和民族都有打毽子板球（Battledore and Shuttlecock）的傳統。